# Баглій Антоніна Дмитрівна
Антоніна Дмитрівна Баглі́́й (нар. 5 серпня 1949, Нижній Рогачик) — українська театральна актриса. Заслужена артистка України з 2001 року.

## Біографія
Народилася 5 серпня 1949 року в селі Нижньому Рогачику (нині Каховський район Херсонської області, Україна). 1969 року закінчила Херсонське культурно-освітнє училище, де навчалась у Г. Баркова і Р. Алєйнікова. Упродовж 1969—1973 років — актриса Херсонського обласного музично-драматичного театру. Одночасно до 1973 року навчалась у театральній студії при Київському театрі оперети у В. Васильєва і О. Михайлова.
У травні — листопаді 1973 року працювала у Хмельницькому обласному музично-драматичному театрі імені Григорія Петровського; з листопада 1973 року — у Чернігівському обласному академічному музично-драматичному театрі імені Тараса Шевченка.

## Ролі
- Саня Азарова («Під чорною маскою» Людмили Лядової);
- Уляна («Сватання на Гончарівці» Григорія Квітки-Основ'яненка);
- Віра Берегова («Дівчина і море» Якова Цегляра, Дмитра Шевцова);
- Кларіче («Слуга двох панів» Карло Ґольдоні);
- Варка («Безталанна» Івана Тобілевича);
- Параска Ступиха («Жіночі пристрасті» Івана Нечуя-Левицького);
- Одарка («Запорожець за Дунаєм» Семена Гулака-Артемовського);
- Хівря, Євдокія Пилипівна, Гордиля («Сорочинський ярмарок», «За двома зайцями», «Циганка Аза» Михайла Старицького);
- Мати («Катерина» Миколи Аркаса за поемою «Катерина» Тараса Шевченка);
- Наталка та Терпелиха  («Наталка Полтавка» Івана Котляревського);
- Сона  («Витівки Хануми» Авксентія Цагарелі);
- Марта («Мати-наймичка» за Тарасом Шевченком);
- Іваниха Дубиха («У неділю рано зілля копала» за Ольгою Кобилянською);
- Бабуся («Червона шапочка» Євгена Шварца);
- Івдя («Страсті за Гускою») Миколи Куліша.